# Niels De Mossenau
Niels De Mossenau (Aalst, 21 oktober 1993) is theatermaker, impresario en producent. 
Hij is oprichter, artistiek leider en directeur van NDM Theaterproducties, een organisatie die zich richt op de ontwikkeling en uitvoering van musical- en toneelproducties. Naast zijn werk voor NDM Theaterproducties is De Mossenau actief als zelfstandig regisseur, producent en (musical)acteur. 
Ook is hij werkzaam als impresario, waarbij hij verschillende artiesten en producties vertegenwoordigt binnen de culturele sector.

## Jeugd en opleiding
Niels De Mossenau groeide op in de Belgische gemeente Affligem. Hij volgde zijn middelbaar onderwijs aan de Kunsthumaniora Brussel, waar hij de richting Musical volgde en het attest Bijzondere Muzikale Vorming behaalde. Aansluitend ontwikkelde hij zich verder op het gebied van dans en musical via een driejarige opleiding aan DASA Dansstudio’s en de deeltijdse musicalopleiding Musicalia. 
In het hoger onderwijs volgde De Mossenau een jaar de richting Musicaltheater aan het Koninklijk Conservatorium van Brussel. In 2019 studeerde hij af aan The Dutch Academy of Performing Arts (DAPA) in Den Haag in de richting Muziektheater.

## Loopbaan
Niels De Mossenau speelde in diverse musical- en theaterproducties in binnen- en buitenland. Zijn repertoire omvat onder andere rollen in Ganesha, Daens, Footloose (Theater Elckerlyc Antwerpen en Capitole Gent), Het Wonder van Margaretha, Sweeney Todd, Zigana, De Meester van de Zwarte Molen, The Bakewell Bake Off (West End, Londen), Lelies, Man op Duivelseiland en MacBitch. 
Sinds 2015 is De Mossenau lid van het Cinematic Art Choir onder leiding van dirigent David De Geest. Met dit koor trad hij op tijdens internationale tournees, waaronder de Hans Zimmer Live Tour (2016–2017), James Newton Howard: 3 Decades of Music for Hollywood (Parijs, Amsterdam, Antwerpen) en Hans Zimmer – The Tribute Show. In 2022 maakte hij deel uit van de concerttour Ennio Morricone: The Official Concert Celebration. 
Daarnaast is De Mossenau verbonden aan het Nederlands Musical Ensemble (NME) en Harlekijn Scouting and Theatrical Productions. Hij zong als backing vocal in The Christmas Show (2017) en Toppers in Concert (2018 en 2019). Tevens was hij driemaal te horen tijdens de jaarlijkse Musical Sing-a-Long in Amsterdam (2017–2019) en was hij betrokken bij de NME Dinnershows. 
In 2018 bracht hij de Vlaamse musical Lelies voor een korte periode naar Nederland. In 2022 hernam hij daarin de rol van Simon Doucet en regisseerde tevens deze Nederlandse versie. 

## NDM Theaterproducties
NDM Theaterproducties Sinds 2019 is De Mossenau voorzitter en artistiek leider van NDM Theaterproducties, een productiehuis dat zich richt op het verkleinen van de kloof tussen amateur- en professioneel theater. Onder zijn leiding bracht NDM diverse producties op de planken, waaronder het musicalconcert Showstoppers – In Concert (2021), waarin hij tevens als solist optrad. 
In oktober en november 2022 produceerde en regisseerde hij met NDM de voorstelling Only Ferry, het soloprogramma van acteur en mediapersoonlijkheid Ferry Doedens. 
In 2023 volgde de productie The Musical of the Night, met optredens van Tony Neef, Linda Verstraten, Richard Spijkers en Shay Lachman, in Theater C. in Hoofddorp.

## Regie
Vanaf 2022 is De Mossenau actief als regisseur van de jaarlijkse musicalproducties van musicalvereniging Bel Canto in Oostzaan. Onder zijn regie werden de musicals 3 Musketiers, Spamalot en 9 to 5 gepresenteerd. 

## Allumé Impresariaat
In 2025 richtte De Mossenau het Allumé Impresariaat op, een impresariaat dat zich toelegt op de ontwikkeling, vertegenwoordiging en distributie van hoogwaardige podiumproducties. Allumé fungeert als platform voor zowel opkomend talent als gevestigde makers binnen de culturele sector. 
Parallel aan zijn werk binnen het impresariaat ontwikkelt De Mossenau momenteel twee nieuwe musicalproducties in samenwerking met NDM Theaterproducties. De eerste betreft een oorspronkelijk Nederlandse musical die zich nog in ontwikkeling bevindt. De tweede is gebaseerd op het leven van Fien de la Mar, een vooraanstaande Nederlandse actrice en zangeres uit de eerste helft van de twintigste eeuw.     
Zijn huidige zangdocent is Roel Bakkum.